# Porco Moura
Porco Moura é uma raça de suídeo surgida na região sul do Brasil, principalmente no estado do Paraná.

## História
Desde o descobrimento do Brasil, os portugueses trouxeram diversos porcos de diferentes tipos que foram deixados no país em diferentes regiões, no que tiveram que se adaptar e sobreviver, desenvolvendo-se por séculos, resultando nos animais atuais. Uma das raças de porcos brasileiras que surgiram foi o porco Moura na região do Paraná. A raça é descendente ou aparentada com os famosos porcos pretos ibéricos que são muito utilizados para a produção de presunto cru suíno pata negra, produto altamente valorizado e comercialmente demandado, um dos melhores na sua categoria no mundo.

## Risco de extinção
Assim como muitos tipos de cães, bois, cavalos, ovelhas, cabras, galinhas, etc, que foram trazidas pelos portugueses e se adaptaram aos diferentes biomas brasileiros se tornando nativas como o cão griffon barbudo, o gado pantaneiro, cavalo nordestino, ovelha morada nova, cabra marota, etc, que já estiveram e várias ainda estão em risco de extinção com algumas começando a ser valorizadas somente recentemente, os porcos brasileiros também estão em risco de extinção, com alguns provavelmente já extintos existindo pouco trabalho para evitar este fim. Isto se deu por conta da integração da agroindústria a partir de 1970, que fez os produtores brasileiros da suinocultura se interessar em melhorar a suinocultura brasileira com a importação de porcos estrangeiros mais produtivos, prolíficos e de aptidão para carne, deste modo os porcos foram divididos em 3 tipos: carne, misto e banha. Com a desvalorização de raças do tipo banha ou mista, estes animais nativos ficaram restritos a pequenos produtores rurais. O porco Moura é uma das primeiras raças de suínos brasileiros reconhecidos e se tem trabalhado no sentido de evitar sua extinção e a preservar - sendo que em 2016 era estimado o número de 330 animais puros da raça. Os animais que hoje estão sendo recuperados foram resgatados de pequenos produtores que foram muito importantes para a conservação da raça aos longo de séculos e a sua sobrevivência nos dias atuais.

## Características
A raça é de aptidão mista para carne e banha. É criada solta em piquetes no sul do país, mas pode ser criada em pocilgas. Por ter ascendência comum com o porco preto ibérico, a raça tem um bom nível de marmoreio de gordura na carne - qualidade esta superior a raças especializadas na produção de carne - além do que a carne é mais vermelha e com sabor mais marcante, sendo usada para a produção de diversos defumados com alto valor agregado, entre eles o presunto cru suíno, sendo até mesmo premiado no exterior. Com o crescimento do mercado de produtos mais orgânicos, sustentáveis e com a preocupação pelo bem estar animal ou de produtos mais requintados com sabores diferenciados e produção mais artesanal, cujo sabor é apreciado na alta culinária para receitas mais elaboradas e por clientes de paladar mais exigente, além do aumento das chamadas boutiques de carnes em todo o Brasil, o porco Moura tem qualidades para garantir o próprio espaço neste nicho de negócios. Os animais da raça têm crescimento mais lento comparados a raças mais precoces e produtivas, o que - em tese - aumentaria os custos de produção, por outro lado por ser muito rústica os custos de criação são bastante reduzidos, além do que a qualidade da carne faz diferença permitindo a raça ser competitiva. Os adultos podem chegar a pesar mais de 180 quilos.
Com a redução da grande controvérsia a respeito do uso de gordura animal ou de gordura vegetal e suas consequências para a saúde humana que dominou a literatura científica nas últimas décadas, com recentes estudos indicando que a banha de porco não é prejudicial como se supunha antigamente com algumas pesquisas apontando que os óleos vegetais têm características que são prejudiciais a saúde, o mercado de banha de porco vem crescendo novamente aos poucos e raças mistas produtoras de carne e banha, como é o caso do porco Moura, podem voltar a ser economicamente viáveis e importantes.

## Distribuição do plantel
Todo o plantel se encontra concentrado na região sul do país, Rio Grande do Sul, Santa Catarina e Paraná.

## Melhoramentos genéticos
A raça, neste momento, tem passado por um processo de recuperação e aumento da quantidade de exemplares existentes. Porém, após atingir um número alto de animais, os pesquisadores pretendem selecionar aqueles animais com as características consideradas mais vantajosas para aprimorar e definir bem o tipo do porco Moura por meio de um padrão racial mais específico.

## Valor genético
A raça também tem despertado bastante interesse pelo fato de ser adaptada a região sul do país e as características únicas que a mesma proporciona como o marmoreio alto da carne, além do que suas características genéticas únicas podem fornecer a própria raça melhoramentos futuros, ou no melhoramento de outras raças ou até na formação de novas raças de porco. Além disto, o efeito da heterose com outras raças pode proporcionar híbridos de alta produção para fins industriais.